# Ле Дык Тхо
Ле Дык Тхо (вьет. Lê Ðức Thọ, настоящее имя — Фан Динь Кхай, вьет. Phan Đình Khải; 14 октября 1911 — 13 октября 1990) — вьетнамский политик, дипломат, лауреат Нобелевской премии мира 1973 года, от которой отказался.

## Биография
С юности участвовал во вьетнамском коммунистическом движении (имел прозвище «Молот»). Один из основателей Коммунистической партии Индокитая (1930). Несколько лет (с 1930 по 1936 и затем с 1939 по 1944) был в заключении во французской тюрьме. После освобождения участвовал в учреждении Вьетминя. В период Индокитайской войны работал на Юге Вьетнама от Центрального Комитета Партии трудящихся Вьетнама (с 1976 — Коммунистическая партия Вьетнама). В 1955—1986 годах — член Политбюро партии.
Ле Дык Тхо являлся одним из самых влиятельных руководителей ПТВ—КПВ, состоя в ЦК партии с 1944 года. В 1960-х он причислялся к «прокитайской группе» сторонников жёсткого курса — в противовес более умеренной «просоветской группе». В 1967 году Ле Дык Тхо и министр общественной безопасности Чан Куок Хоан организовали кампанию репрессий против «антипартийной группы» умеренных и сторонников Во Нгуен Зиапа.
Во время Вьетнамской войны неофициально возглавлял северовьетнамскую делегацию на мирных переговорах в Париже; в этой должности вёл тайные переговоры с Генри Киссинджером. После нескольких лет переговоров 27 января 1973 года было подписано Парижское соглашение о прекращении огня и восстановлении мира во Вьетнаме. За свои усилия в достижении соглашения Ле Дык Тхо совместно с Киссинджером получил Нобелевскую премию мира за 1973 год, но отказался от неё, заявив, что соглашение не положило конец войне. Война во Вьетнаме продолжилась и закончилась победой северовьетнамских войск в 1975 году.
С конца 1977 по январь 1979 года возглавлял Отдел специальной работы ЦК КПВ.
Сообщалось, что Ле Дык Тхо руководил вводом вьетнамских войск в Камбоджу, где в 1978—1979 годах они уничтожили режим «красных кхмеров». В 1978—1982 годах был военным советником Единого фронта национального спасения Кампучии.
В 1980 году стал постоянным секретарём Секретариата ЦК, отвечающим за организационные вопросы. К октябрю 1980 года он также был начальником Особого политического отдела. С марта 1983 года — секретарь ЦК по идеологии, внутренним и иностранным делам. В 1983 году был назначен председателем Совета национальной обороны. С декабря 1986 года — советник ЦК партии.
Также выпустил ряд поэтических сборников, таких как «На дорогах» (1956), «Дорога в тысячу миль» (1977), «Дневник пути на передовую» (1978), «Поэзия Ле Дык Тхо» (1983).
Умер в 108-м Военно-медицинском институте в Ханое, похоронен на кладбище Май Дич.

## Семья
- Брат Фан Динь До (род. в 1905), ветеринарный врач, заместитель директора Института животноводства (1952—1954). Заведующий отделом животноводства и ветеринарии НИИ сельского и лесного хозяйства (1955—1957), директор НИИ животноводства (1957—1959).
- Брат Динь Дык Тиен (Фан Динь Динь) (1914—1986), генерал-полковник.
- Брат Май Чи Тхо (Фан Динь Донг) (1922—2007), генерал армии.
- Жена Нгуен Тхи Чиеу.
- Сын Ле Нам Тханг, был заместителем министра информации и коммуникаций.
- Сын от первого брака Фан Динь Зунг.